# بيتورانو سول جيزيو
بيتورانو سول جيزيو (بالإيطالية: Pettorano sul Gizio)‏ هي بلدية في مقاطعة لاكويلا في إقليم أبروتسو الإيطالي.

## السكان
في سنة 1861 بلغ عدد السكان 4٬624 نسمة، وتطور العدد ليصل في سنة 2011 لـ 1٬363 نسمة.
يظهر هذا المخطط البياني تطور النمو السكاني لـ بيتورانو سول جيزيو

## توأمة
لبيتورانو سول جيزيو اتفاقيات توأمة مع كل من:
- هاميلتون
- جالينارو

## أعلام
- بارون ميشيل ليون